# 이선우 (배구 선수)

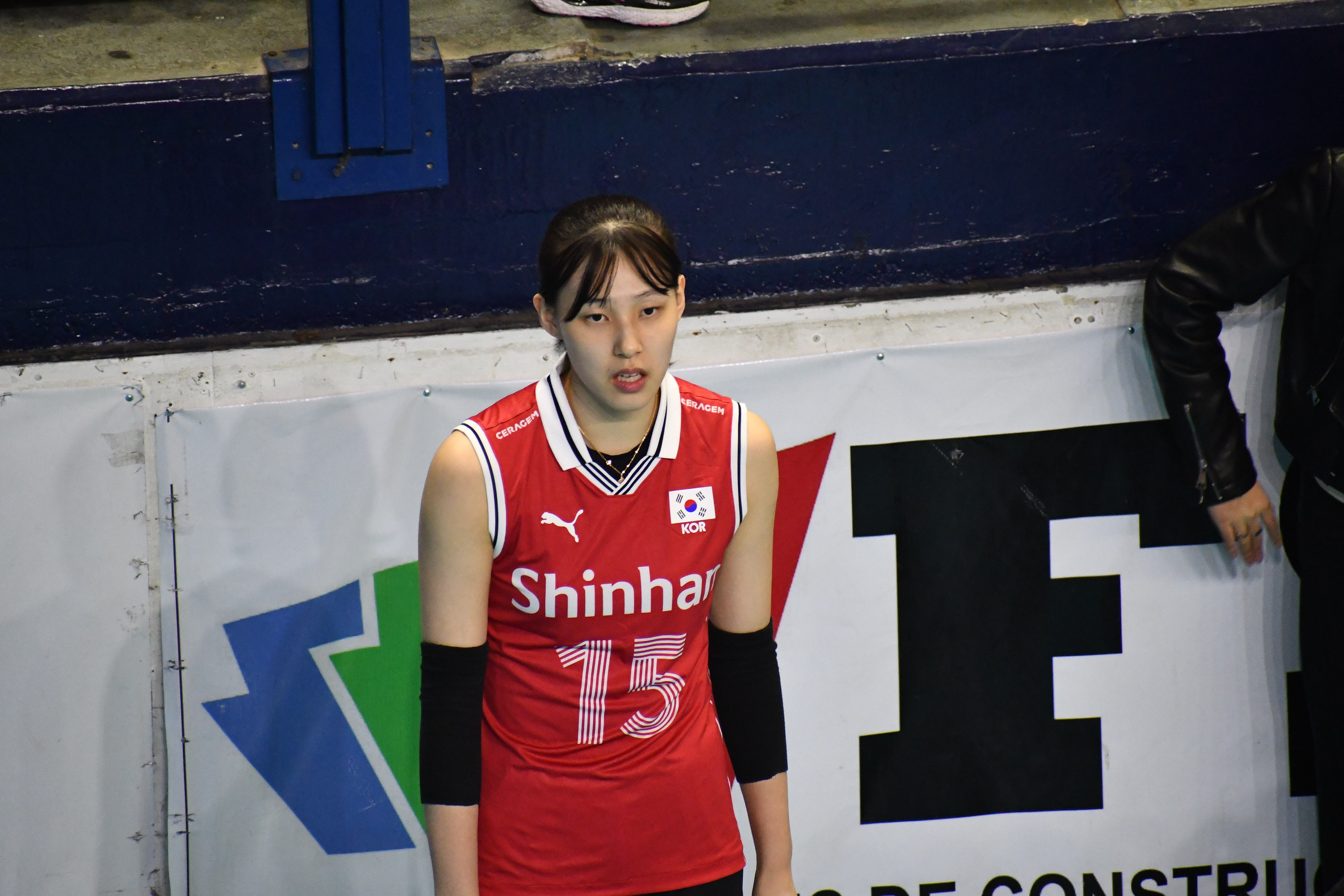

이선우는 대한민국의 배구 선수이다. 2020-21 V리그 1라운드 2순위(대전 KGC인삼공사)로 프로에 입단하였다.